# Národní klenoty
Národní klenoty jsou seriál třinácti dokumentů věnovaných jednotlivým památkám České republiky, zařazeným k době tvorby pořadu na seznam Světového dědictví UNESCO. Každý díl pořadu má délku 26 minut a provází jím Miroslav Táborský, jenž se též podílel na přípravě scénáře jednotlivých částí seriálu. V jednotlivých dílech dokumentu se objevuje jednak popis dané pamětihodnosti, ale současně též zdůvodnění, co činí objekt v celosvětovém měřítku výjimečným.
Od 15. února 2017 byla vysílána druhá řada seriálu, věnující se českým památkám navržených na zařazení na seznam UNESCO. Měla šestnáct dílů, přičemž poslední z nich se premiérově vysílal 7. června 2017.